# Fachhochschule St. Pölten
Die FH St. Pölten GmbH ist eine österreichische Fachhochschule mit Sitz in St. Pölten. Sie bietet Studiengänge in den neun Themenbereichen Bahntechnologie, Digitale Technologien, Gesundheit, Informatik & KI, Kommunikation, Management, Medien, Security und Soziales.

## Campus
Seit dem Wintersemester 2007/08 befindet sich die Fachhochschule St. Pölten im damals neu errichteten Campusgebäude. 2013 wurden zusätzlich Räume im nahegelegenen Business- und Innovationszentrum (BIZ) St. Pölten angemietet. Im Herbst 2021 wurden der Neubau und das adaptierte Bestandsgebäude eröffnet. Die Bibliothek der FH St. Pölten beherbergt seit 2013 auch eine Zweigstelle der Stadtbücherei.

## Kooperationen
Die Fachhochschule unterhält, nach eigenen, nicht bestätigten Angaben, Beziehungen zu rund 150 Partnerhochschulen in 30 Ländern. Sie ist Mitglied der österreichischen Plattform Industrie 4.0. Innerhalb der Plattform arbeitet die Fachhochschule in der Arbeitsgruppe „Qualifikation und Kompetenzen“ mit.
Als European University leitet die Fachhochschule die europäische Hochschulallianz E³UDRES² (Engaged and Entrepreneurial European University as Driver for European Smart and Sustainable Regions) und arbeitet mit Hochschulen aus neun Partnerländern zusammen.

## Zertifikate und Auszeichnungen (Auswahl)
- 2013: 1. Platz Solar Decathlon als Teil des Konsortiums Team Austria[7]
- Deutscher Bibliotheksindex (BIX) in den Kategorien Effizienz und Nutzung[8]
- Bibliotheken Award des Landes NÖ in der Kategorie „Innovationen im Bibliothekenmanagement“
- Diploma Supplement Label[9]
- 2015: Bestnoten für den Bachelor-Studiengang IT Security beim CHE-Ranking[10]
- 2020: Platz 10 beim Ranking der Zeitschrift Trend als beste Arbeitgeberin in der Sparte Bildung und Forschung[11]
- 2020: Der Campus trägt das goldene Zertifikat für nachhaltige Bildungsbauten von der Österreichischen Gesellschaft für Nachhaltige Immobilienwirtschaft (ÖGNI)[12]
- 2022: 3. Platz in der Kategorie „Young Entrepreneurial University“ bei den Triple E Awards[13]
- 2023: Gütesiegel „Betriebliche Gesundheitsförderung“ (BGF) des Österreichischen Netzwerks für BGF[14]